# Université de Mons-Hainaut
De Université de Mons-Hainaut was een Franstalige Belgische universiteit in de stad Bergen (Mons) in de provincie Henegouwen (Hainaut). Samen met de Faculté polytechnique de Mons is ze in 2007 gefuseerd tot Universiteit van Bergen.

## Faculteiten
- Faculteit Rechten
- Faculteit Economie en Bedrijfskunde
- Faculteit Informatica
- Faculteit psychologie en Pedagogiek
- Faculteit Farmacie
- Faculteit Wetenschappen
- Faculteit Chemie, Biologie, Biochemie en Moleculaire biologie
- Faculteit Politicologie en Sociologie
- Faculteit Taalwetenschappen